# Émile Atta Brou
 (septembre 2020).
Si vous disposez d'ouvrages ou d'articles de référence ou si vous connaissez des sites web de qualité traitant du thème abordé ici, merci de compléter l'article en donnant les références utiles à sa vérifiabilité et en les liant à la section « Notes et références ».
Émile Amoikon Atta Brou, né le 15 juin 1937 à Abengourou et mort le 14 mars 2013, est un médecin et homme politique ivoirien. Il a été député de 1990 à 1999 et président de l'Assemblée nationale de 1997 à 1999.
Pédiatre de formation, ancien interne des hôpitaux de Nantes en France. Il est également titulaire d'un diplôme de gestion et économie de la santé et d'un autre de santé publique.
Il commence sa carrière en Côte d'Ivoire comme médecin pédiatre du CHU de Treichville avant de rejoindre dès 1966 le cabinet du Ministre de la Santé comme directeur de la formation médicale et paramédicale. Il occupe le poste de Directeur de cabinet du Ministère de la santé et de la population et cumulativement directeur de la formation médicale et paramédicale de 1970 à 1976. Il est nommé ministre chargé des relations avec l'Assemblée nationale, poste qu'il occupe sans discontinuer, de 1976 à 1989 sous le président Houphouët-Boigny, devenant ainsi le premier ressortissant de sa région à entrer au gouvernement ivoirien.
À l'instauration du multipartisme en 1990, il est élu député du département de Abengourou et devient vice-président de l'Assemblée nationale de Côte d'Ivoire et le premier président du groupe parlementaire de son parti, le Parti démocratique de Côte d'Ivoire – Rassemblement démocratique africain (PDCI RDA).
Il devient, en 1997, président de l'Assemblée nationale. Son mandat est toutefois interrompu le 24 décembre 1999 par le coup d'État du général Robert Guéï.
Il a reçu les distinctions suivantes :
- Grand-croix de l'ordre national de Côte d'Ivoire;
- Officier de la Légion d'honneur française;
- Commandeur de l'ordre de la Pléïade (Francophonie);
- Citoyen honoraire de la ville de Phoenix (Arizona, États-Unis);
- Commandeur de l'ordre du Bélier du PDCI-RDA.

Il meurt le 14 mars 2013 à l'âge de 76 ans.